# Wilhelmina Harper
Wilhelmina Harper (* 21. April 1884 in Farmington, Franklin County, Maine; † 23. Dezember 1973) war eine US-amerikanische Herausgeberin und Bibliothekarin, die im Bereich der Kinderliteratur wirkte.

## Leben und Werke
Harper wurde 1884 in Farmington im US-Bundesstaat Maine als Tochter des Professors William Harper und seiner Ehefrau Bertha geboren. Sie studierte am Teachers College der Columbia University und an der New York State Library School. 1908 startete sie ins Berufsleben und übernahm zunächst eine Stelle als Kinderbuchbibliothekarin an der New York’s Queens Borough Public Library. Insgesamt arbeitete sie zehn Jahre als Bibliothekarin im Großraum New York; 1918 wechselte sie als Assistentin an die Bibliothek der Pelham Bay Naval Training Station in der Bronx. Ein Jahr später ging sie als Freiwillige für die YMCA als Bibliothekarsorganisatorin ins französischen Brest. 1920 kehrte sie in die Vereinigten Staaten zurück und arbeitete zunächst für das Amerikanische Rote Kreuz in Chicago.
1921 zog sie nach Kalifornien, wo sie in Bakersfield wohnhaft wurde und eine Stelle als Kinderbuch-Beauftragte der Kern County Free Library annahm. Gleichzeitig betätigte sie sich in der Öffentlichkeitsarbeit mit dem Ziel, Kinder zum Lesen zu animieren. Bereits damals begann sie, erste Geschichtssammlungen herauszugeben. 1930 wechselte sie als leitende Bibliothekarin an die Redwood City Public Library in Redwood City. Unter Harpers Leitung wurden die Bestände der Bibliothek reorganisiert, die Dewey-Dezimalklassifikation eingeführt und der Erwerb von Sach- und Kinderbüchern intensiviert. Deshalb musste die Bibliothek räumlich vergrößert werden. Besonderen Erfolg als Herausgeberin hatte sie in den 1930ern und 1940ern; in dieser Zeit veröffentlichte sie insgesamt mehrere Dutzend Werke, darunter mehrere Anthologien mit saisonalem Themenbezug (The Harvest Feast, Merry Christmas to You und Easter Chimes). Mit Ghosts and Goblins veröffentlichte sie 1936 die erste nennenswerte Anthologie zum Thema Halloween. Zusammen mit Aimee Peters gab sie 1947 eine Auswahl von Werken von Bret Harte heraus.
1954 ging Harper als Bibliothekarin in den Ruhestand. Sie starb am 23. Dezember 1973 im Alter von 89 Jahren. Einige Unterlagen Harpers befinden sich als Teil der Marguerite Archer Collection of Historic Children’s Books im Besitz der J. Paul Leonard Library der San Francisco State University.

## Werke (Auswahl)
- mit Aymer Jay Hamilton: Pleasant pathways; helps for the teacher. Macmillan, New York City 1928.
- mit Aymer Jay Hamilton: Treasure Trails: Heights and Highways. Macmillan, New York City 1929.

Herausgeberschaften
- Story-hour favorites selected for library, school, and home use. The Century Company, New York City 1918.
- Off duty; a dozen yarnsfor soldiers and sailors. The Century Company, New York City 1919.
- The magic fair tales. Longmans, Green and Co., New York City 1926.
- Stowaway, and other stories for boys. Little, Brown, and Company, Boston 1928.
- More story-hour favorites. The Century Company, New York City 1929.
- A little book of necessary ballads. Harper & Bros., New York City 1930.
- mit Parker Fillmore (Hrsg.): Fillmore folk tales. E. P. Dutton, New York City 1936.
- Ghosts and Goblins. E. P. Dutton, New York City 1936.
- Merry Christmas to You. E. P. Dutton, New York City 1936.
- The lonely little pig and other animal tales. David McKay, Philadelphia 1938.
- The harvest feast ; stories of Thanksgiving yesterday and today. E. P. Dutton, New York City 1938.
- Flying hoofs: stories of horses. Houghton Mifflin Company, Boston 1939.
- mit Helen Heffernan und Gretchen Wulfing (Hrsg.): All aboard for storyland. B. H. Sanborn, Chicago 1941.
- mit Helen Heffernan, Gretchen Wulfing, Elizabeth Enright et al. (Hrsg.): Sails set for treasure island. B. H. Sanborn, Chicago 1941.
- Brownie of the circus and other stories of today. David McKay, Philadelphia 1941.
- Easter Chimes. E. P. Dutton, New York City 1942.
- For love of country: stories of young people. E. P. Dutton, New York City 1942.
- Where the redbird flies; stories from the southeastern states. E. P. Dutton, New York City 1946.
- zusammen mit Aimee Peters (Hrsg.): The Best of Bret Harte. Houghton Mifflin Company, Boston 1947.
- Dog show, a selection of favorite dog stories. Houghton Mifflin Company, Boston 1950.